# Carl Schelenz

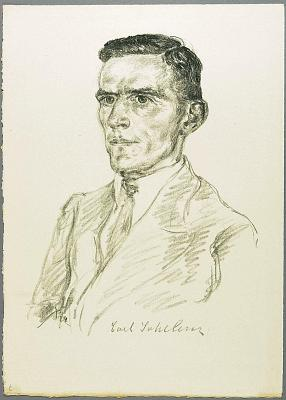
Carl Schelenz (porträtiert von Emil Stumpp, 1924)

Carl Schelenz, in einigen Publikationen auch Karl Schelenz (* 6. Februar 1890 in Berlin; † 7. Februar 1956 ebenda), war ein deutscher Leichtathlet und Sportlehrer. Bekannt wurde der Berliner vor allem durch das von ihm 1919 entscheidend gestaltete Handballspiel, als dessen Vater er gilt.

## Leben
1919 bekam er vom Reichsausschuß für Leibesübungen den Auftrag, das aus dem Wiesbadener Torballspiel entstandene Handballspiel zu lehren. Insgesamt gestaltete Schelenz die Regeln des zuvor von Max Heiser im Wesentlichen für Frauen und Mädchen entwickelten Torballspiels so, dass es auch für Männer attraktiver wurde. Er führte unter anderem den Drei-Schritt-Rhythmus ein und passte die Regeln den Abmessungen des Fußballspielfeldes an. Schelenz gilt deshalb als Vater des Handballspiels. Schelenz war Mitglied des Berliner Turner-Vereins von 1850 e. V.
Ab 1920 war Schelenz Lehrer für Allgemeine Körperbildung, Leichtathletik und Handball. Von 1921 bis 1923 war er Spielwart (Handball) der Deutschen Behörde für Leichtathletik und von 1921 bis 1925 Leiter des Sekretariats der Deutschen Hochschule für Leibesübungen (DHfL).
Vom 1. Januar 1925 bis 31. Dezember 1933 und vom 1. Januar 1940 bis 31. Dezember 1945 war Schelenz Reichstrainer der deutschen Männerhandballnationalmannschaft. Zum 1. Mai 1933 trat er der NSDAP bei.
Nach 1945 war Schelenz Handballtrainer in Flensburg, u. a. beim Flensburger Turnerbund und später bei dessen abgespaltener Handball-Abteilung „Sportfreunde Flensburg“, die seinerzeit u. a. mit Bernd Kuchenbecker und Siegfried Perrey mehrere Nationalspieler stellte.

## Erfolge als Sportler
Vor seiner Tätigkeit für den Handballsport war Schelenz ein erfolgreicher Leichtathlet. 1916 und 1917 wurde er Deutscher Meister im Weitsprung, 1918 Dritter. 1916 und 1917 wurde Schelenz Vizemeister und 1918 Deutscher Meister im Hochsprung.
Seine Bestleistungen waren:
- Hochsprung: 1,80 m, aufgestellt am 27. Juni 1920 in Stettin und am 3. Juli 1921 in Berlin
- Weitsprung: 7,23 m, aufgestellt am 24. Juli 1921 in Berlin
- Dreisprung: 14,07 m, aufgestellt am 28. Juli 1921 in Hamburg
- Diskuswurf: 39,22 m, aufgestellt am 29. Mai 1921 in Köln

## Veröffentlichungen
- Das Handballspiel: Bearb. f. Theorie u. Praxis 1922 Deutsche Sportbehörde für Leichtathletik, München (als Carl Schelenz)
- Deutschlands Olympiakämpfer 1928 in Wort u. Bild 1928 W. Limpert, Dresden (als Carl Schelenz) zusammen mit Karl Scharping
- Lehrbuch des Handballspiels: Technik; Taktik 1943 Limpert, Berlin (als Karl Schelenz)
- Handball: Training und Leistung 1949 Antäus-Verlag, Lübeck (als Karl Schelenz)